# Arne Marit
Arne Marit (Galmaarden, 21 gennaio 1999) è un ciclista su strada belga che corre per il team Intermarché-Wanty; è professionista dal 2021.

## Palmarès

### Strada
- 2016 (Juniores)

Opwijk
Danilith-Nokere Koerse Junior
Vichte
Sint-Maria-Lierde
- 2017 (Juniores)

Danilith-Nokere Koerse Junior
Campionato Provinciale Vlaams-Brabant
2ª tappa, 2ª semitappa Internationale Niedersachsen-Rundfahrt der Junioren (Wallenhorst > Wallenhorst)
- 2018 (Lotto-Soudal U23)

Pittem
- 2019 (Lotto-Soudal U23, cinque vittorie)

Campionato Provinciale Vlaams-Brabant
Grand Prix Criquielion
1ª tappa Vuelta a Navarra (Estella > Lodosa)
Classifica generale International Beloften Weekend
3ª tappa Ronde van Zuid-Oost-Vlaanderen (Kruishoutem > Kruishoutem)
- 2020 (Lotto-Soudal U23, una vittoria)

1ª tappa Tour Bitwa Warszawska (Radzymin > Radzymin)
- 2021 (Sport Vlaanderen-Baloise, una vittoria)

Grand Prix du Morbihan

#### Altri successi
- 2018 (Lotto-Soudal U23)

1ª tappa Okolo Jižních Čech (Jindřichův Hradec, cronosquadre)
- 2019 (Lotto-Soudal U23)

Classifica a punti Ronde van Zuid-Oost-Vlaanderen
Campionati belgi, Cronosquadre
- 2022 (Sport Vlaanderen - Baloise)

GP Raf Jonckheere Westrozebeke
Sluitingsprijs Putte-Kapellen

## Piazzamenti

### Grandi Giri
- Giro d'Italia

2023: 111º
- Vuelta a España

2024: 122°

### Classiche monumento
- Giro delle Fiandre

2021: ritirato
2022: 81º
- Parigi-Roubaix

2022: ritirato

### Competizioni continentali
- Campionati europei

Herning 2017 - In linea Junior: 70º